# Mikuni Shimokawa

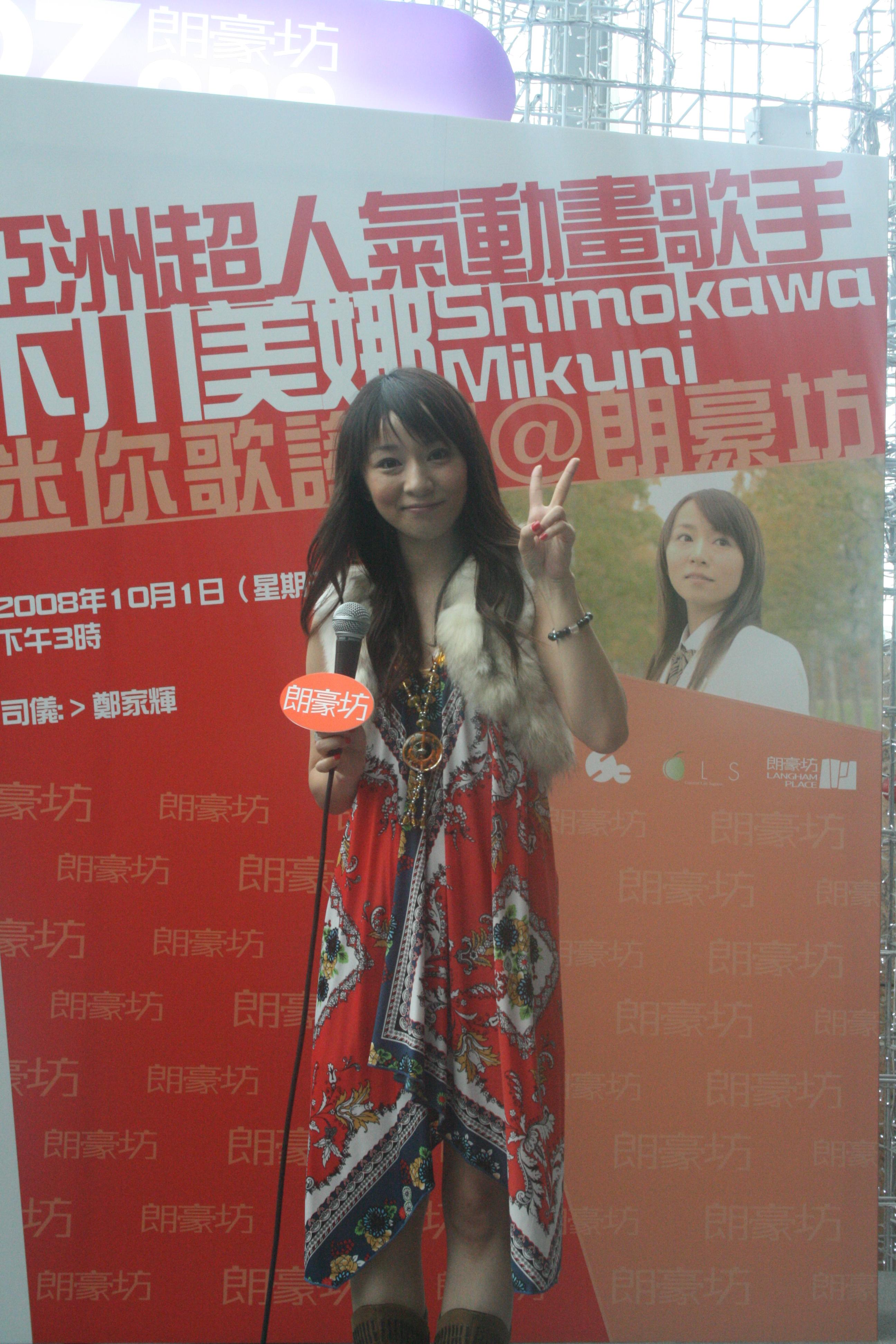
Mikuni Shimokawa

Mikuni Shimokawa (japanisch 下川 みくに Shimokawa Mikuni; * 19. März 1980 in Shinhidaka, Hokkaido, Japan) ist eine japanische Popsängerin und Songwriterin. Sie ist am bekanntesten für ihre Songs, die als Anime-Themenmusik verwendet werden, insbesondere die Eröffnungs- und Endthemen der Full Metal Panic! Serie. Zusätzlich zu ihrem Gesangstalenten spielt Shimokawa auch Klavier und Trompete.

## Leben
Shimokawa startete ihre Karriere 1998 als Mitglied der Girlgroup Checkicco. 1999 sang und spielte, sie auch Trompete in Chees, dem Spin-off von Checkicco, ehe sie sich im selben Jahr für eine Solokarriere entschied.
Mikuni heirateten, am Valentinstag 2012, den Synchronsprecher Tsuyoshi Koyama.
Ihr Erstes Album 39 erreichte Platz 23 der japanischen Charts, ihre erste Single Believer: Tabidachi No Uta schaffte es auf Platz 30.

## Diskografie

### Alben

#### Studio-Alben
| # | Titel                                 | Anzahl der Lieder | Veröffentlichung   |
| - | ------------------------------------- | ----------------- | ------------------ |
| 1 | 39                                    | 12                | 19. März 2000      |
| 2 | 392 ~mikuni shimokawa BEST SELECTION~ | 12                | 19. September 2002 |
| 3 | KIMI NO UTA "Dein Lied"               | 13                | 24. November 2004  |
| 4 | Sayonara mo Ienakatta Natsu           | 11                | 4. Juli 2007       |
| 5 | Heavenly - 10th Anniversary Album     | 14                | 18. März 2009      |
| 6 | Kokoro Oto.                           | 7                 | 4. Juli 2018       |

#### Kompilationen
| #                | Titel                                                      | Anzahl der Lieder  | Veröffentlichung  |
| ---------------- | ---------------------------------------------------------- | ------------------ | ----------------- |
| Cover Album      | Review: Mikuni Shimokawa Seishun Anison Cover Albu         | 11                 | 17. Dezember 2003 |
| Best of Album    | Mikuni Shimokawa Singles & Movies                          | 25 (18 + 7 Videos) | 18. Mai 2005      |
| 2# Cover Album   | Remember                                                   | 14                 | 15. März 2006     |
| 2# Best of Album | Reprise: Shimokawa Mikuni Best                             | 2 x 11             | 19. Dezember 2007 |
| 1# Remake Album  | 9 -Que!!                                                   | 13                 | 19. März 2008     |
| 4# Best of Album | Tsubasa: Very Best of Mikuni Shimokawa                     | 18                 | 5. August 2009    |
| 3# Cover Album   | Replay! Shimokawa Mikuni Seishun Anison Cover III          | 12                 | 21. Juli 2010     |
| 5# Best of Album | Platinum Best Shimokawa Mikuni: Seishun Anison Cover Album | 9+12               | 19. Juli 2017     |

### Singles
| #  | Information |
| -- | --- |
| 1  | Believer: Tabidachi No Uta - Veröffentlicht: 28. April 1999 1. Believer: Tabidachi No Uta (Believer～旅立ちの歌～) 2. Adrenaline (アドレナリン) |
| 2  | If: Moshi Mo Negai Ga Kanau Nara - Veröffentlicht: 28. Juli 1999 1. If: Moshi Mo Negai Ga Kanau Nara (If～もしも願いが叶うなら～) 2. Shiawase No Passport (幸せのパスポート) (Übersetzung: Schlüssel zum Glück) |
| 3  | 2000Express - Veröffentlicht: 20. Oktober 1999 1. 2000Express 2. Tabun Alright (たぶんオーライ) |
| 4  | Surrender - Veröffentlicht: 17 February 2000 1. Surrender 2. Tokimeki Rush De Ikimashou (トキメキ・ラッシュで行きましょう) |
| 5  | Naked - Veröffentlicht: 7. Juni 2000 1. Naked 2. Long Good Bye |
| 6  | Alone - Veröffentlicht: 6. Dezember 2000 1. Alone - Zweiter Endsong der Animeserie Gensomaden Saiyuki 2. Kimi No Inai Machi (君のいない街) |
| 7  | Tomorrow/Karenai Hana - Veröffentlicht: 20. Februar 2002 1. Tomorrow - Titellied der Animeserie Full Metal Panic! 2. Karenai Hana (枯れない花) (Übersetzung: Blumen, die niemals verwelken) - Endthema der Animeserie Full Metal Panic! 3. Kimi No Yume (キミノユメ) (Übersetzung: Dein Traum)                                                                                          |
| 8  | True/Tatta Hitotsu No - Veröffentlicht: 21. August 2002 1. True - Titellied der Animeserie Dragon Drive 2. Tatta Hitotsu No (たった、ひとつの) (Übersetzung: Der Einzige) - Endthema der Animeserie Dragon Drive 3. Kimi to Futari (キミと二人) (Übersetzung: Zwei von uns) |
| 9  | All the Way - Veröffentlicht: 18. Juni 2003 1. all the way - Titellied der Animeserie Kino's Journey 2. Again 3. Popcorn (Single Version) - Endthema der Animeserie Hunter × Hunter |
| 10 | Sore Ga Ai Deshou/Kimi Ni Fuku Kaze - Veröffentlicht: 3. September 2003 1. Sore Ga Ai Deshō (それが、愛でしょう, Das wäre Liebe) - Titellied der Animeserie Full Metal Panic? Fumoffu 2. Kimi Ni Fuku Kaze (君に吹く風, Der Wind weht zu dir) - Endthema der Animeserie Full Metal Panic? Fumoffu 3. Are Kara (あれから)                                                                |
| 11 | Kanashimi Ni Makenaide/Kohaku - Veröffentlicht: 27. Oktober 2004 1. Kanashimi Ni Makenaide (悲しみに負けないで) - Endthema der Animeserie Grenadier - The Senshi of Smiles 2. Kohaku - Titellied der Animeserie Grenadier - The Senshi of Smiles 3. True Love (Toorigakari Hikigatari Version, 通りがかり弾き語りバージョン)                                                            |
| 12 | Minami Kaze/Mou Ichido Kimi ni Aitai - Veröffentlicht: 18. August 2005 1. Minamikaze (南風, Südwind) - Titellied der Animeserie Full Metal Panic!: The Second Raid 2. Mou Ichido Kimi Ni Aitai (もう一度君に会いたい, Ich will dich wiedersehen) - Endthema der Animeserie Full Metal Panic!: The Second Raid 3. Ano Hi Ni Kaeritai (あの日に帰りたい, Ich möchte zu diesem Tag zurück) |
| 13 | Bird - Veröffentlicht: 14. März 2007 1. Bird - Kinos Reise Zweiter Filmsong 2. Tegami (手紙) 3. Kimi No Negai (キミの願い) 4. Bird: Instrumental |
| 14 | Ijanai!? - Veröffentlicht: 3. Dezember 2008 1. Ijanai!? (イ～じゃナイ!?) - Blue Dragon Erstes Endlied 2. Chain 3. Happy Birthday 4. Ijanai!? (Instrumental) |
| 15 | Tsubomi - Released: 18 February 2009 1. Tsubomi (蕾~tsubomi~) - Blue Dragon Zweites Endlied 2. Yume Miru Kimi e (ユメミルキミヘ) 3. Tomorrow: Shanghai Liveaufnahme (Tomorrow-上海ライブ録音-) 4. Mou Ichido Kimi Ni Aitai: Shanghai Liveaufnahme (もう一度君に会いたい-上海ライブ録音-)                                                                                                |
| 16 | Kimi Ga Iru Kara - Veröffentlicht: 21. Juli 2010 1. Kimi Ga Iru Kara (君がいるから) - Fairy Tail Viertes Endlied 2. Aitakute (会いたくて) 3. Kimi Ga Iru Kara -Instrumental- (君がいるから-Instrumental-) |